# Prunum cassis
Prunum cassis är en snäckart som först beskrevs av Dall 1889.  Prunum cassis ingår i släktet Prunum och familjen Marginellidae. Inga underarter finns listade i Catalogue of Life.